# 中華民國—諾魯關係
中華民國與諾魯共和國於1980—2002年、2005—2024年有官方外交關係。斷交後，目前沒有在對方首都互設具大使館功能的代表機構。對諾魯的相關事務由駐斐濟臺北商務辦事處兼轄。

## 歷史
1975年5月，諾魯在臺北設立領事館。

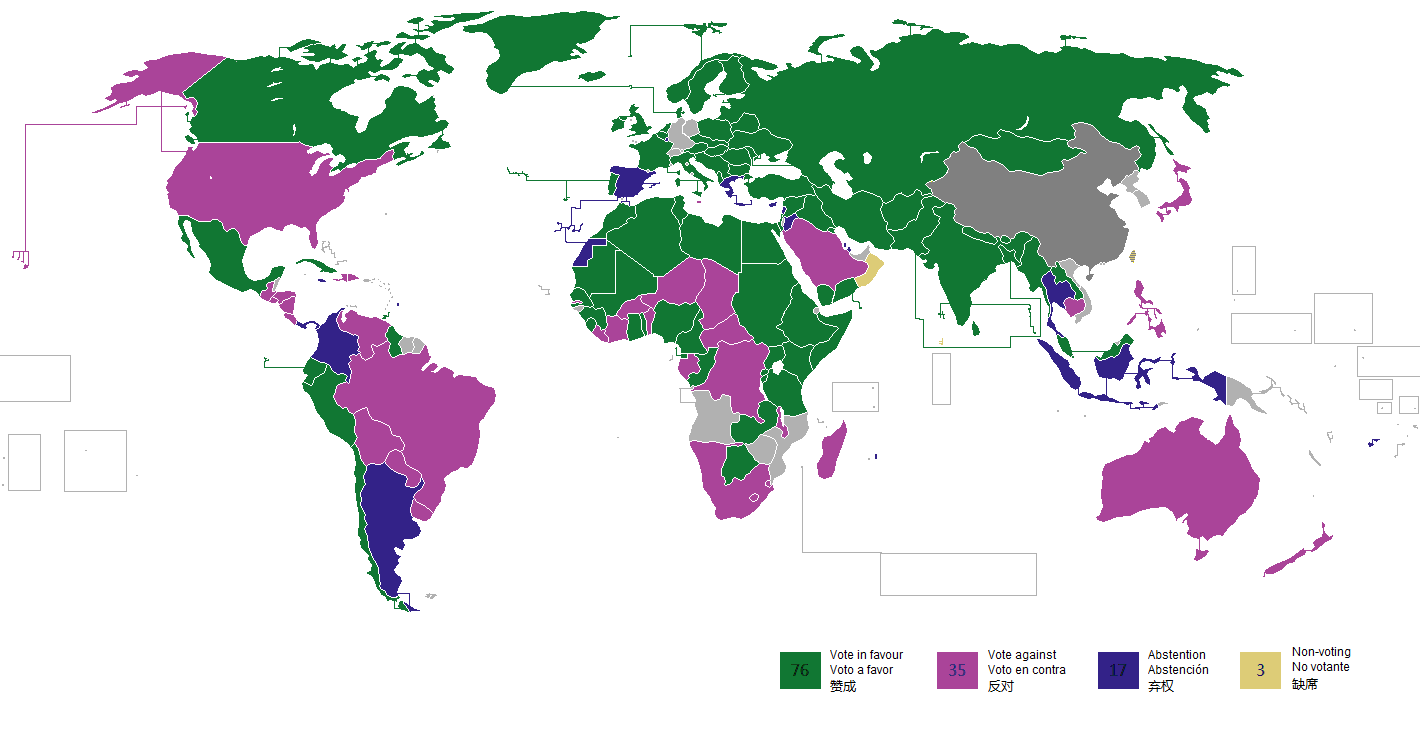
灰色國家表示非聯合國會員國，諾魯當時雖已獨立但未加入，因此不能對中華民國續留聯合國一案參與投票，即《聯合國大會2758號決議》。

1980年5月4日，諾魯總統哈默·德羅伯特訪華，中華民國與諾魯正式建立總領事關係，並設立總領事館。1990年8月17日，中華民國政府將駐諾魯總領事館升格為大使館，雙方升格大使級外交關係。1995年2月28日，諾魯政府因經費短絀暫時關閉臺北總領事館，從此未派任駐臺北外交官。
2002年7月21日，諾魯政府決定與中華人民共和國建交。
2003年7月底，諾魯關閉駐北京大使館，台諾復交的傳言甚囂塵上，但中華民國外交部駁斥相關傳言。2005年5月14日，中華民國外交部長陳唐山與諾魯總統路德維格·史可迪在台北簽署復交公報，兩國恢復大使級外交關係。同年8月8日，中華民國在諾魯愛和區復設大使館。2007年3月27日，諾魯在臺北設立大使館。
2024年1月15日，瑙鲁总统戴维·阿迪昂單方面與中華民國二次斷交。此前在2024年中華民國總統選舉结果公布后，諾魯透过中華民國外交部次长及总统府秘书长發出賀電，祝賀賴清德當選总统。中華民國外交部政務次長田中光認為“當時可能是一種煙霧彈”。知情人士透露原因是諾魯財政需要1.25億澳幣（約26億新臺幣），向台灣要求提供，雙方尚未開始協商，諾魯先行斷交。路透社報導引述匿名台灣官員表示，中華人民共和國向諾魯提出每年金援1億美元（約31.4億新台幣）承諾，中華人民共和國外交部发言人毛宁则否认这一说法。1月24日，諾魯與中華人民共和國復交。

## 高層互訪

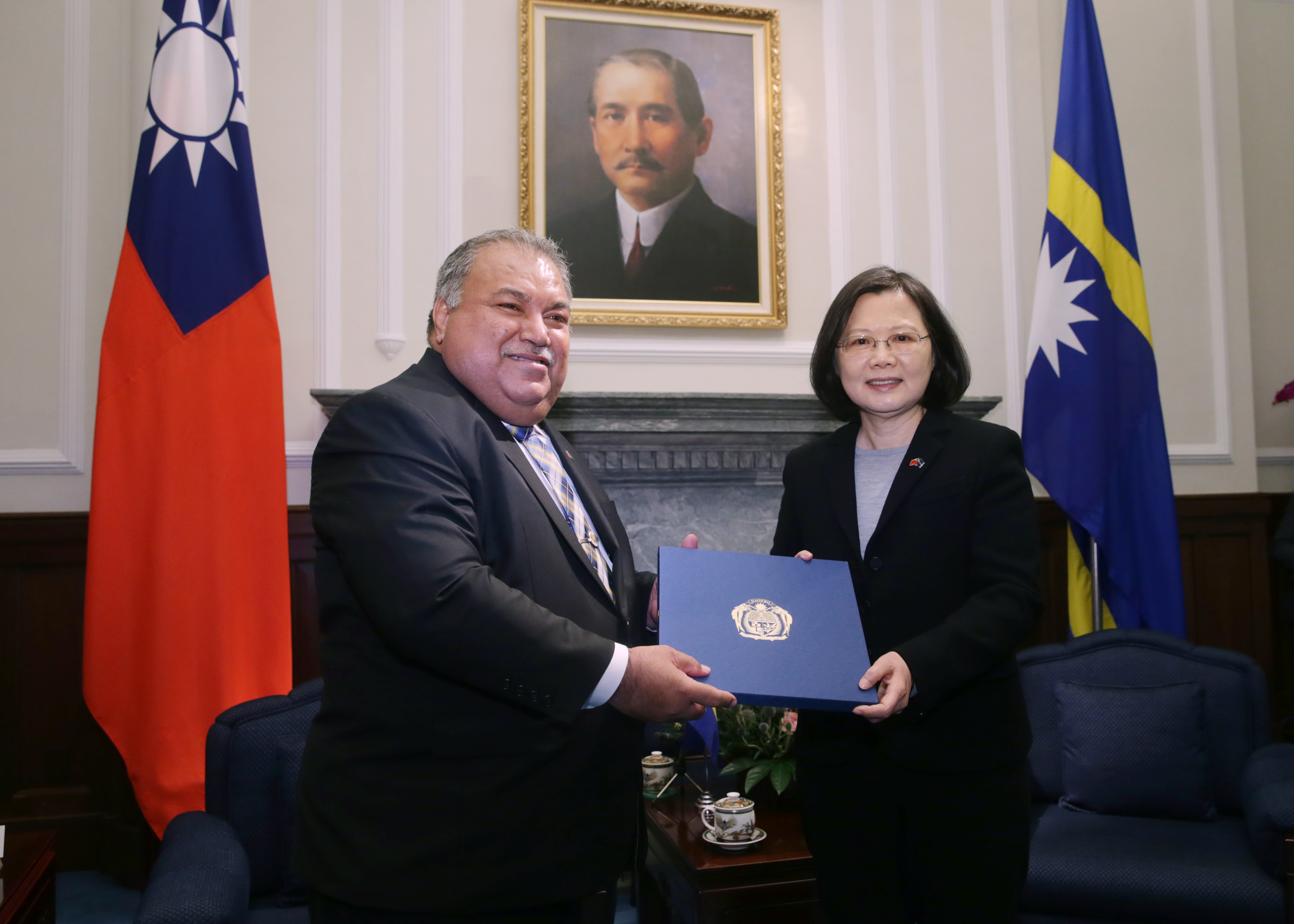
2017年，时任瑙鲁总统巴伦·瓦卡与中华民国总统蔡英文在中华民国总统府会面。

### 瑙鲁高層訪中華民國團（1980年5月後）
| 國家元首                                     |                                                                        |               |
| 總統 (Hammer DeRoburt)                       | 1975/05、1980/05                                                       |               |
| 總統金扎·克洛杜馬爾 (Kinza Godfrey Clodumar) | 1998/05                                                                |               |
| 總統勒內·哈里斯 (René Reynaldo Harris)       | 1999/11                                                                |               |
| 總統 (Bernard Annen Auwen Dowiyogo)          | 1991/12、1994/05、2000/05                                              |               |
| 總統 (Ludwig Derangadage Scotty)             | 2005/05、2006/03、2007/02                                              |               |
| 總統馬庫斯·史蒂芬 (Marcus Stephen)           | 2008/03、2008/05、2008/08、2009/07、2010/11、2011/01、2011/05、2011/10 |               |
| 總統 (Sprent Arumogo Dabwido)                | 2012/05                                                                |               |
| 總統巴倫·瓦卡 (Baron Divavesi Waqa)          | 2013/12、2014/12、2015/12、2016/05、2017/03、2018/05*、2019/01         | *過境         |
| 總統萊昂納爾·安格明 (Lionel Aingimea)        | 2019/09*、2019/12                                                      | *過境         |
| 總統昆洛斯 (Russ Joseph Kun)                 | 2022/11、2023/10                                                       |               |
| 國會首長                                     |                                                                        |               |
| 議長 (Ruben James Kun)                       | 1985/07                                                                |               |
| 議長 (Derog Gioura)                          | 1987/12                                                                |               |
| 議長凱南·奧甸 (Kennan Ranibok Adeang)        | 1996/10、1998/10                                                       | [ 17 ] [ 18 ] |
| 議長路德維格·柯克 (Ludwig Dowong Keke)       | 1999/08                                                                |               |
| 議長 (Valdon Kape Dowiyogo)                  | 2007/03                                                                |               |
| 議長 (Ludwig Derangadage Scotty)             | 2012/10、2015/08                                                       |               |
| 議長塞里尔·布拉曼 (Cyril Buraman)            | 2016/12、2019/08                                                       |               |

### 中華民國高層訪瑙鲁團(1996年7月後)
| 國家元首   |         |  |
| 總統陳水扁 | 2006/09 |  |
| 總統馬英九 | 2010/03 |  |
| 總統蔡英文 | 2019/03 |  |

## 兩國合作項目

### 兩國政府間合作協定或備忘錄
| 日期           | 協議                                   | 備註     |
| -------------- | -------------------------------------- | -------- |
| 1975年8月16日  | 《交換航權協定》                       | [ 註 1 ] |
| 1991年12月5日  | 《技術合作協定》                       | [ 註 2 ] |
| 1996年9月2日   | 《郵政國際快遞郵件協議備忘錄》         |          |
| 2006年2月13日  | 《農業技術合作協定》                   |          |
| 2007年2月8日   | 《有關勞工事務合作瞭解備忘錄》         |          |
| 2010年10月19日 | 《互免外交及公務護照簽訂協定》         |          |
| 2015年6月8日   | 《有關移民事務與防制人口販運合作協定》 |          |
| 2018年9月20日  | 《警政合作協定》                       |          |
| 2019年3月25日  | 《海巡合作協定》                       |          |
| 2019年6月13日  | 《反毒合作協定》                       |          |
| 2019年8月7日   | 《刑事司法互助條約》                   |          |
| 2019年12月13日 | 《航空服務協定》                       |          |

## 兩國貿易
| 年分 | 貿易總額   | 年增減  | 排名 | 出口至諾魯 | 年增減  | 排名 | 自諾魯進口 | 年增減  | 排名 |
| ---- | ---------- | ------- | ---- | ---------- | ------- | ---- | ---------- | ------- | ---- |
| 2021 | 15,397,619 | ▼72.83% | 135  | 15,385,725 | ▼72.84% | 114  | 11,894     | ▲10.05% | 206  |
| 2022 | 1,326,831  | ▼91.38% | 187  | 1,316,844  | ▼91.44% | 174  | 9,987      | ▼16.03% | 208  |

- 中華民國－諾魯主要出口項目：石油、燈具及照明配件、撚線、繩、索及纜、變壓器、其他鋼鐵製品等。[22]
- 中華民國－諾魯主要進口項目：纖維素紙漿、紙或紙板之製造或整理之機械、首飾及其配件等。[22]

## 旅遊

持中華民國護照的中華民國公民可以免簽證的方式入境諾魯。

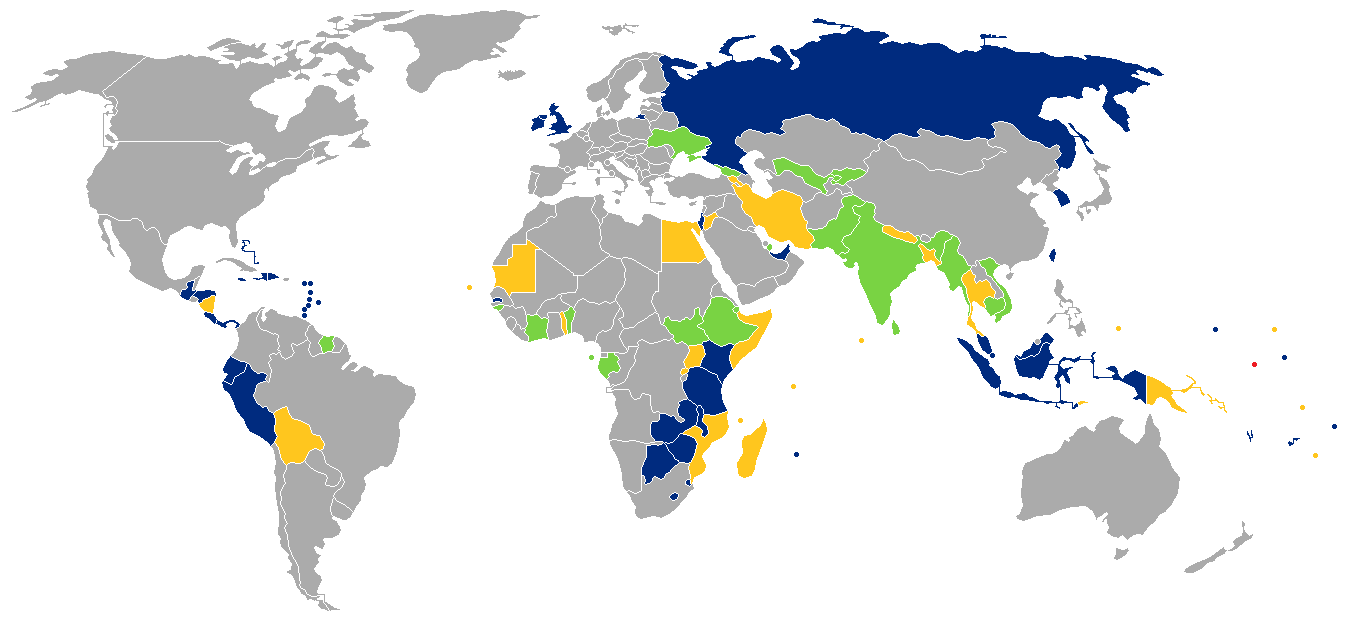
持諾魯護照的諾魯公民可以免簽證的方式入境中華民國。

### 簽證
持有中華民國護照的中華民國公民可以免簽證30日，中華民國公民持中華民國護照前來諾魯倘有回程機票及停留在諾魯期間足夠之資金，可享30天免簽證。但因諾魯移民局並未電腦化，倘中華民國公民未持諾魯簽證來諾，機場移民局官員會將中華民國護照收取至移民局登註，中華民國公民需自行至該局領取護照，停留30天以上者於入境時依諾魯法規申請簽證。
持諾魯護照的諾魯公民可以免簽證的方式入境中華民國30日。

### 航空客運
兩國目前無直航班機，來往諾魯之客運航線有以下方式：
1. 搭乘飛往澳洲布里斯本班機。
2. 轉機即可到達諾魯雅連-諾魯國際機場。

## 外部連結
- 中華民國外交部諾魯共和國簡介 （页面存档备份，存于） （繁體中文）